# رود بور
رود بور (روسی: Бур) یک رودخانه در استان یاقوتستان کشور روسیه است.